# Il demone meschino
Il demone meschino (in russo Мелкий бес?, Melkij bes) è un romanzo di Fëdor Sologub, definito "il più perfetto romanzo russo dopo Dostoevskij".
Sologub stese il romanzo dal 1892 al 1902. Nel 1905 Il demone meschino apparve a puntate sulla rivista Voprosy žizni, privo però degli ultimi capitoli. La prima edizione integrale venne pubblicata nel 1907 dall'editore Šipovnik.

## Trama
L'intero romanzo è ambientato in una piccola cittadina della Russia zarista, della quale l'autore non specifica il nome. La vicenda è incentrata su un avanzamento di carriera atteso dal protagonista, Peredònov, professore ginnasiale di provincia, e promesso dalla principessa Volčànskaja di San Pietroburgo alla di lui amante e convivente Varvàra (nota in città per essere cugina di secondo grado di Peredònov), a patto però che i due convolino a giuste nozze. Sulla proposta della principessa, accennata vagamente in una lettera, Varvàra costruisce tutto il suo progetto di matrimonio con Peredònov, per ricavarne finalmente una posizione sociale e la sicurezza economica.
Ma Peredònov, uomo superstizioso e credulone da una parte, profondamente cattivo e meschino dall'altra, vedendo inesistenti trame e congiure contro la sua persona, e ritenendo colpevoli di ciò i suoi amici e perfino il direttore del ginnasio in cui insegna (gelosi, secondo lui, della sua fortuna), rimanda in continuazione la cerimonia di nozze. Egli si premura di difendersi da eventuali attacchi dei suoi nemici, comportandosi in modo a suo parere consono per il futuro ruolo d'ispettore scolastico: libera la sua casa da tutti i libri contrari alla politica del governo zarista e compie numerose visite alle autorità cittadine, con l'intento di rassicurarle riguardo alla sua condotta irreprensibile e di screditare le presunte voci che circolano contro di lui.
In effetti c'è realmente qualcuno che trama a suo danno, ma Peredònov, ottuso com'è, non si accorge che si tratta proprio della donna che dovrebbe sposare. Con false lettere della principessa e con l'inganno, Varvàra riesce infine a maritarsi con Peredònov, che a questo punto si aspetta la chiamata per l'incarico promesso; naturalmente la chiamata non arriverà mai. Peredònov, fuori di sé e vittima delle sue paure, che si materializzano in paranoiche visioni e in un vero e proprio demone (un essere indefinito e sfuggente, la nedotykomka), esce di senno, arrivando a bruciare una casa e a uccidere l'amico di sempre, Volòdin, reo a suo avviso di averlo spiato e di essere la causa di tutti suoi mali.

## Edizioni italiane
- Fëdor Sologub, Il piccolo diavolo, traduzione di Corrado Alvaro, Milano, Quintieri, 1921.
- Fëdor Sologub, Il demone meschino, traduzione di Ettore Lo Gatto, Foligno, F. Campitelli, 1923.
- Fëdor Sologub, Il demone meschino, traduzione di Pietro Zveteremich, Milano, Garzanti, 1965.
- Fëdor Sologub, Peredonov, il demone meschino, traduzione di Silvia Carli, Roma, Fazi, 2019.